# Brochymena barberi
Brochymena barberi är en insektsart som beskrevs av Ruckes 1939. Brochymena barberi ingår i släktet Brochymena och familjen bärfisar.

## Underarter
Arten delas in i följande underarter:
- B. b. barberi
- B. b. diluta